# Lamyra abylensis
Lamyra abylensis là một loài thực vật có hoa trong họ Cúc. Loài này được (Pau & Font Quer) Soják mô tả khoa học đầu tiên năm 1962.